# Serra Blanca (Campmany)
La Serra Blanca és una serra situada al municipi de Campmany a la comarca de l'Alt Empordà, amb una elevació màxima de 167 metres.